# Måltidskasse
 Ikke at forveksle med madkasse.
Begrebet måltidskasse dækker over et produkt bestående af opskrifter på en eller flere retter pakket sammen med alle eller hovedparten af de ingredienser, som indgår i retten. Kendetegnende for måltidskasser er at de som hovedregel indeholder ferske ingredienser til aftensmaden og leveres til kundens dør. Bestilling foregår normalt på internettet.
Kasserne dukkede op for første gang i Danmark omkring 2005. Blandt de første aktører var virksomheden RetNemt.dk i Helsingør og Madtildøren.dk i Århus. Idéen spredte sig i 2007 til Sverige og senere til flere europæiske markeder. Flere forsøg med salg af måltidskasser i fysiske butikker blev gjort uden succes – bl.a. i Netto.
En af idéerne bag måltidskasser er at kunderne skal spares for at finde på aftensmad og for at lægge madplaner. Et yderligere element er at spare kunderne for det fysiske indkøb i en butik, og således på flere måder spare tid, der frigives til andre fritidsaktiviteter eller arbejde. Udbyderne har ofte også udviklet retter med henblik på ernæringsrigtig kost/sundhed. Et fælles kendetegn ved alle måltidskasser er at retterne skifter fra uge til uge. Det er fra udbyder til udbyder forskelligt hvor mange retter der er på menuen og, om man selv kan vælge retterne man vil spise.